# Stefka Madina
Stefka Madina (bulgarisch Стефка Мадина; * 23. Januar 1963 in Plowdiw) ist eine ehemalige bulgarische Ruderin.

## Karriere
Die 1,75 m große Stefka Madina ruderte für Trakia Plowdiw. Bei den Weltmeisterschaften 1983 gewann sie mit dem bulgarischen Doppelvierer die Bronzemedaille. 1985 folgte für den bulgarischen Doppelvierer der fünfte Platz und 1986 der vierte Platz. 1987 bildete Madina zusammen mit Violeta Ninowa einen Doppelzweier. Bei den Weltmeisterschaften 1987 in Kopenhagen gewannen die beiden Bulgarinnen mit einer Zehntelsekunde Vorsprung vor den beiden Rumäninnen Elisabeta Lipă und Liliana Genes die Goldmedaille. Im Jahr darauf siegten bei den Olympischen Spielen in Seoul die beiden DDR-Ruderinnen Birgit Peter und Martina Schröter vor Elisabeta Lipă und Veronica Cogeanu; Madina und Ninowa erhielten die Bronzemedaille mit fast zwei Sekunden Rückstand auf die Rumäninnen, aber über sechs Sekunden Vorsprung auf die viertplatzierten Ruderinnen aus der Sowjetunion.